# Шебнем Ферах
Шебнем Ферах (тур. Şebnem Ferah — турецька рок-співачка, авторка пісень, композиторка та музикантка. З 1988 року вокалістка турецького хард-рок гурту Volvox. Після 1994 почала сольну кар'єру. До 2008 року записала п'ять сольних альбомів і випустила 17 офіційних кліпів. Стиль її музики змінюється від поп-року до хард-року, хоча пізніші альбоми увібрали в себе більше хард-року.
У 2008 році була оголошена телеканалом TRT однією з головних претенденток на участь у конкурсі пісні Євробачення 2009, але в підсумку була обрана співачка Хадісе . 

## Біографія

### Дитинство
Шебнем Ферах народилася 12 квітня 1972 року у місті Ялова. Із трьох доньок у сім'ї була наймолодшою. Початкові класи школи закінчила в Ялові, а середні — у приватному ліцеї міста Бурса.
Займатися музикою Шебнем Ферах почала ще під час навчання в початковій школі. Перші уроки сольфеджіо та гри на піаніно вона отримала від батька, який був учителем музики. Вона була учасницею шкільного оркестру і хору, а також інших різноманітних музичних колективів, намагаючись не пропускати жоден музичний захід. Першу гітару Шебнем придбала, щойно почала навчатися у вищій школі.
На другому році навчання зняла студію з друзями і створила гурт під назвою Pegasus (укр. «Пегас») Дебютували вони виступом на сцені рок-фестивалю у Бурсі в 1987 році. Трохи пізніше Pegasus розпався, але незабаром, у 1988 році, Шебнем і її чотири подруги сформували інший гурт, Volvox, за назвою мікроорганізму, який вони вивчали на уроках біології. Volvox став першим жіночим рок-гуртом у Туреччині. Вони виконували пісні англійською мовою.

### Початок музичної кар'єри
Після закінчення вищої школи Ферах вступила до Близькосхідного технічного університету на факультет економіки і переїхала з сестрою до Анкари. У 1993 році вона познайомилася з Озлем Текін, яка стала однією з учасниць Volvox. На другому курсі навчання Ферах покинула університет, повернувшись до Стамбулу. Там вона вступила на факультет англійської мови і літератури Стамбульського університету. Протягом чотирьох років Ферах співала в гурті Volvox, виступаючи в різних клубах і барах. Гуртові рідко вдавалося виступати, оскільки учасницям було дуже складно зібратися разом, за винятком Шебнем і Озлем, які жили в Стамбулі. Незабаром Озлем Текін покинула гурт, почавши сольну кар'єру, і в 1994 році гурт розпався.
Після того, як один із музичних відеозаписів Volvox був презентований на турецькому державному телебаченні, Ферах помітили такі знамениті поп-виконавці, як Сезен Аксу й Онно Тунч. Згодом вона стала бек-вокалісткою Сезен Аксу.

### Творча біографія
Незабаром Шебнем Ферах вирішила зайнятися сольною кар'єрою. На початковому етапі її підтримала Сезен Аксу. У 1994 році Ферах розпочала роботу над першим сольним альбомом. Альбом Kadın («Жінка») вийшов 15 листопада 1996 року. Його продюсували кампанія Iskender Paydas, Таркан Гезюбюйюк (бас-гітарист «Pentagram») і Демір Деміркан (тоді ще гітарист «Pentagram»). Альбом був проданий тиражем у 500000 екземплярів. Також було випущено чотири сингли: Vazgeçtim dünyadan («Я відмовилася від світу»), Yağmurlar («Дощі»), Bu aşk fazla sana («Цієї любові занадто багато для тебе»), Firtina («Буря»). Перший сольний концерт відбувся 4 квітня 1997 року в Ізмірі на майданчику Ege Üniversitesi перед аудиторією чисельністю близько 6000 осіб.
У 1998 році Шебнем Ферах записала саундтрек до турецької версії діснеєвського мультфільму «Русалонька», а також озвучила головну героїню Аріель.
6 липня 1999 року вийшов другий альбом Artık Kısa Cümleler Kuruyorum («Я тепер розмовляю короткими фразами»). Над ним працювали ті ж музиканти і продюсери, що і з Kadın. Перший сингл Bugün («Сьогодні») Шебнем Ферах присвятила пам'яті своєї старшої сестри Айджан Ферах, яка померла в 1998 році. 
17 серпня того ж року під час сильного землетрусу загинув батько Шебнем Алі Ферах. Вона присвятила йому пісню Artık kısa cümleler kuruyorum. На обидві композиції були зняті відеокліпи.
18 жовтня 2001 року вийшов новий альбом Perdeler («Фіранки»). На підтримку альбому були випущені два сингли і відеокліпи на пісню Perdeler, записану у дуеті з фінським рок-гуртои Apocalyptica, і Sigara («Сигарета»).
Наступний альбом Kelimeler Yetse («Якщо тільки вистачить слів») вийшов 24 квітня 2003 року. А вже 28 квітня в ефірі музичних телеканалів Туреччини з'явився кліп на пісню Ben şarkımı söylerken («Коли я співаю свою пісню»). Також на підтримку альбому були випущені ще два сингли: Gözlerimin etrafındaki Çizgiler («Зморшки біля моїх очей»), Mayın tarlası («Мінне поле») — і проведений масштабний тур містами країни.
21 червня 2005 року вийшов у продаж п'ятий альбом Шебнем Ферах Can Kırıkları («Уламки душі»), продюсером якого знову став Таркан Гезюбюйюк. Він відзначив повернення Ферах до твердого гірського жанру після її попередніх експериментів із софт-роком. Слідом за цим альбомом були випущені відеокліпи на композиції Can kırıkları і Çakıl taşları («Галька»).
У 2007 році Шебнем Ферах отримала премію Powertürk müzik ödülleri в номінації «Найкращий концерт» за İstanbul Harbiye Açıkhava Tiyatrosu.
10 березня 2007 року вона дала великий концерт у Стамбулі під назвою Bostancı Gösteri Merkezi. Її виступ супроводжував Стамбульський симфонічний оркестр. 
7 вересня того ж року вийшли один DVD і два CD альбоми, що містять відео та аудіозаписи цього концерту.
У 2008 році Шебнем Ферах знову отримала премію Power müzik türk ödülleri уже в двох номінаціях: «Найкраща виконавиця» і «Найкращий концерт» за Bostancı Gösteri Merkezi.
У кінці 2008 року Шебнем Ферах була оголошена телеканалом TRT однією з головних претенденток на право представляти Туреччину на конкурсі пісні "Євробачення 2009 ", але в підсумку була обрана співачка Хадісе.

## Музичні премії
Музичні премії Powertürk
- 2007 рік: «Найкращий концерт» — Стамбульський театр під відкритим небом Harbiye
- 2008 рік: «Найкраща виконавиця»
- 2008 рік: «Найкращий концерт» — 10 березня Центр працевлаштування Bostancı.

## Дискографія

### Студійні альбоми
- Kadın (1996)
- Artık Kısa Cümleler Kuruyorum (1999)
- Perdeler (2001)
- Kelimeler Yetse (2003)
- Can Kırıkları (2005)
- Benim Adım Orman (2009)
- Od (2013)
- Parmak İzi (2018)

### Концертні альбоми
- 10 Mart 2007 İstanbul Konseri (2007)

## Співробітництво

### Дуети
- Полад Бюль-Бюль Огли — Gəl ey səhər
- Теоман — İki yabancı (2000), En güzel hikayem (2001)
- Apocalyptica — Perdeler (2001)
- Çilekeş — Pervazda tatil

### Бек-вокал
- Демір Деміркан — Ölmek yşarken, Karşılıksız aşk üçgeni
- Kargo — Kalamış Parkı (1998)
- Mor ve Ötesi — Yardım et (2004), Küçük sevgilim (2006)
- Мюзейєн Сенар — Vardar ovası, Sarı kurdelem sarı
- Озлем Текін — Gel bu yaz, Aşk her şeyi affeder mi?
- Сертаб Еренер — Mecbursun, Yüzyüzeyim, Bağ gibiyim, Aaa, Zor kadın
- Теоман — Gökdelenler, Sessiz eller, Her gün aradıyasam, Yollar